# Pavel Drsek
Pavel Drsek (* 22. září 1976) je bývalý český fotbalový obránce, který svou profesionální kariéru ukončil v létě 2012 po ročním angažmá v klubu FK Bohemians Praha (Střížkov).
Poté odešel do klubu FK Baumit Jablonec, kde se stal členem realizačního týmu, společně s Romanem Skuhravým vedl jabloneckou juniorku. Od podzimu 2012 zároveň hrál ve středočeské I.A třídě za Černolice jako útočník. Ve třinácti zápasech nastřílel 27 gólů.
Před sezónou 2013/14 podepsal dvouletou trenérskou smlouvu u týmu FK Baumit Jablonec, pracoval jako asistent hlavního trenéra Romana Skuhravého.

## Klubová kariéra
Kladenský odchovanec (klubů FK Lokomotiva Kladno a Poldi Kladno) hrával do 15 let na pozici útočníka, poté se zapsal do povědomí fotbalových fanoušků na postu stopera (středního obránce). V české lize debutoval v dresu Unionu Cheb. Pomohl k postupu do Gambrinus ligy Blšanům, působil v Německu, kde slavil postup do nejvyšší soutěže hned dvakrát (s Duisburgem a Bochumí). Po krátkém angažmá v řeckém klubu Panionios Atény se vrátil do České republiky do SK Kladno, z něhož přestoupil do Jablonce, kde strávil dvě sezóny. Sezónu 2011/12 strávil v FK Bohemians Praha (Střížkov).

## Úspěchy

### Klubové
Blšany
- postup do Gambrinus ligy (1998)

MSV Duisburg
- postup do 1. německé Bundesligy (2005)

VfL Bochum
- postup do 1. německé Bundesligy (2006)

### Individuální
- v roce 2009 se v anketě Sportovec Kladenska umístil na 3. místě[3]
- 2× vyhlášen nejlepším obráncem 2. německé Bundesligy[1]